# ديف كيلي (لاعب هوكي الجليد)
ديف كيلي هو لاعب هوكي الجليد كندي، ولد في 29 يوليو 1943 في تورونتو في كندا.

## وصلات خارجية
- ديف كيلي على موقع EliteProspects.com (الإنجليزية)
- ديف كيلي على موقع HockeyDB.com (الإنجليزية)